# シーラス (企業)
シーラス社（CILAS）は、フランスのオルレアンに本社を置くレーザー関連機器メーカー。主に軍事機器および粒度分布測定装置を製造している。

## 概要
シーラス社（フランス）は、1969年に初めてレーザー回折方式の粒度分布測定装置を発表して以来40年にわたり装置を開発・製造・販売している会社です。

## 粒度分布測定装置

### レーザー回折・散乱式
- CILAS 1190　（0.04μm～2500μm）
- CILAS 1090　（0.04μm～500μm）
- CILAS 990　 （0.1μm～500μm）
- エコサイザー　 （0.3μm～500μm）

### 画像解析式
- シェイプアナライザー